# Parafia św. Stanisława Kostki w Warszawie
Parafia św. Stanisława Kostki w Warszawie – parafia rzymskokatolicka należąca do dekanatu żoliborskiego, archidiecezji warszawskiej, metropolii warszawskiej Kościoła katolickiego, w Starym Żoliborzu, w Warszawie. 

## Działalność
Parafia prowadzi Muzeum Księdza Jerzego Popiełuszki oraz Dom Pielgrzyma „Amicus” (hotel i restauracja).

## Proboszczowie parafii
| imię i nazwisko                 | daty urzędowania |
| ------------------------------- | ---------------- |
| Ks. Klemens Cyruliński          | 1927–1930        |
| Ks. prałat Jan Szczęsny Niemira | 1930–1933        |
| Ks. prałat Stefan Ugniewski     | 1933–1974        |
| Ks. prałat Teofil Bogucki       | 1974–1987        |
| Ks. prałat Stefan Gralak        | 1987–1998        |
| Ks. prałat Zygmunt Malacki      | 1998–2010        |
| Ks. prałat Tadeusz Bożełko      | 2010–2014        |
| Ks. dr Marcin Brzeziński        | 2014–teraz       |